# La emperatriz de la mentira
La emperatriz de la mentira es una ópera de Dmitri Dudin con libreto de Ángel Norzagaray.

## Acción

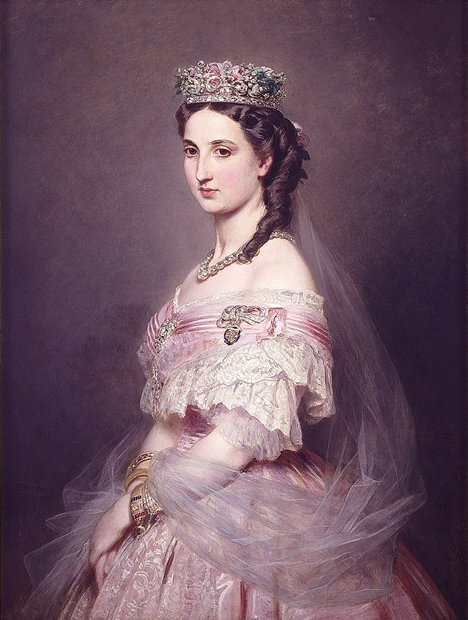
Retrato de la Emperatriz Carlota de Franz Xaver Winterhalter.

### Escena I.
Introducción: Fusilamiento Imaginario

### Escena II.
Carlota

### Escena III.
Entrecruzamientos: La batalla y el sitio de Puebla y embalsamamiento de Maximiliano

### Escena IV.
La construcción de Maximiliano

### Escena V.
Llegada a Veracruz y México

### Escena VI.
Juárez

### Escena VII.
La Emperatriz de la Mentira

### Escena VIII.
Carlota regresa a Europa

### Escena IX.
Final

## Estilo

### Libreto
El libreto es una adaptación de Ángel Norzagaray de la novela "Noticias del Imperio" del escritor Fernando del Paso.

## Datos históricos
La ópera se estrenó el 21 de septiembre de 2012 en el Centro Cultural Tijuana en Tijuana, Baja California, México. La misma producción se presentó después, el 4 de octubre en el Teatro del Estado, en Mexicali, B. C. y el 6 de octubre en la Plaza de las Artes del Centro Estatal de las Artes de Ensenada, B. C. y, finalmente, el 26 de noviembre en el marco de la Feria Internacional del Libro de Guadalajara, Jalisco, México del año 2012.
La ópera La emperatriz de la mentira es la cuarta ópera que se escribe relacionada con el Segundo Imperio Mexicano. Las otras óperas son: 
- Maximilien, ópera histórica en tres actos y 9 escenas; libreto de R.S. Hoffman basado en el drama Juárez und Maximilian de Franz Werfel; música de Darius Milhaud. Estreno: 1932.
- Carlota, ópera en un acto. Libreto de Francisco Zendejas;  música de Luis Sandi. Estreno: 1948.
- Carlota, ópera. Libreto de autor desconocido;  música de Robert Avalon. Inédita.

### Creación
En su estreno la ópera contó con la colaboración de Josué de la Rosa en el diseño y realización de multimedia. Para el diseño del vestuario colaboraron Tolita Figueroa y María Figueroa y el diseño de la escenografía fue de Jonathan Ruíz de la Peña. Además de tres cantantes y una Orquesta se emplea una pantalla monumental donde se proyectan imágenes en un ambiente minimalista, abstracto. De tal suerte se presenta el largo monólogo de Carlota dividida en tres voces y las escenas históricas con música sinfónica e imágenes.
"La Emperatriz de la Mentira" es una ópera contemporánea basada en "Noticias del Imperio", de Fernando del Paso, que ofrece una puesta en escena sin precedentes por la grandeza de su texto, la impecable singularidad de la composición musical, así como por la utilización de recursos cinematográficos que crean atmósferas en sustitución de elementos escenográficos, para recrear los espacios de la memoria en que se desarrolla la trama.
La adaptación de la novela de Fernando del Paso, realizada por el dramaturgo Ángel Norzagaray, está centrada en la relación de Carlota y Maximiliano, en lugar del recuento histórico. La música original de Dmitri Dudin consigue crear una ópera que incluye momentos de una gran carga emotiva, con la intención de lograr una obra musical que integrara la abstracción y la teatralidad.
La Carlota de La Emperatriz de la Mentira está representada por tres tesituras distintas de la voz humana, tres Carlotas que son una misma imagen, separadas solamente por los rangos vocales de las tres cantantes y actrices que la interpretan.
[[]]

### Reparto del estreno
| Papel     | Tesitura           | Estreno mundial, 21 de septiembre de 2012 Centro Cultural Tijuana Orquesta de Baja California Dirección Eduardo García Barrios Director Escénico: Ángel Norzagaray Diseño y realización de multimedia: Josué de la Rosa (Transmedios) Diseño de Vestuario: Tolita Figueroa y María Figueroa Diseño de escenografía: Jonathan Ruíz de la Peña Diseño de iluminación: Guadalupe Arreola Producción Sara Rubalcava |
| --------- | ------------------ | --- |
| "Carlota" | soprano coloratura | Karla Muñoz Arias |
| "Carlota" | soprano lírica     | Verónica de Larrea |
| "Carlota" | mezzosoprano       | Luz Haydeé Bermejo |
|           |                    | |